# Croatia Waste Expo
Croatia Waste Expo, stručna konferencijsko-sajamska manifestacija posvećena problematici gospodarenja otpadom i otpadnim vodama u Hrvatskoj. Održava se svake godine, ponekad više puta. Prva je bila 2014. godine. Održavala se dosad se u organizaciji Poslovnog dnevnika i Večernjeg lista. Tradicionalno se održava u Maloj dvorani Vatroslav Lisinski, Zagreb. Središnja je konferencija u Hrvatskoj posvećena gospodarenju otpadom. Konferencija je posvećena organiziranju procesa gospodarenja otpadom, ali i gospodarenju otpadom kao profitnom poslovnom djelatnošću. Prva je održana 12. ožujka 2014.  u organizaciji Poslovnog dnevnika, u suradnji s Fondom za zaštitu okoliša i energetsku učinkovitost te uz podršku Ministarstva zaštite okoliša i prirode. Zbog velikog zanimanja isplaniran je nastavak jeseni iste godine. 2018. godine održana su dva Croatia Waste Expoa. 2020. godine zbog epidemiološke situacije s koronavirusom i sigurnosti svih sudionika konferencija je odgođena do daljnjega.
Konferenciju čine panel rasprave, stručne prezentacije i sl. Govori se o problematici financiranja gospodarenja otpadom posebice u kontekstu kružnog gospodarstva (cirkularne ekonomije), gospodarenja otpadom u velikim gradovima, sanaciji lokalnih odlagališta, izgradnji sortirnica i spremnika za odvojeno prikupljanje otpada te nužnosti sustavna i kontinuirana obrazovanja javnosti o pravilnom gospodarenju otpadom na kućnom pragu. Sudjeluju predstavnici lokalne samouprave, komunalnih poduzeća državnih institucija i ostali zainteresirani radi naobrazbe i razmjene iskustava. Tradicionalno se s njima susreću predstavnici servisnih kompanija, razvijatelja projekta, financijskih institucija i proizvođača industrijske opreme.
Konferencija služi i za prezentaciju novih politika državnog okolišnog sektora, koje će poslužiti kao putokaz zainteresiranim subjektima, kao kad je Europska komisija usvojila Paket o kružnom gospodarstvu prosinca 2015. godine te je Hrvatska prilagođavala smjernice Plana gospodarenja otpadom europskom paketu.

## Galerija
- Plakat 9. konferencije, 2020.
- Plakat 8. konferencije, 2019.
- Plakat 7. konferencije, 2018.
- Plakat 6. konferencije, 2018.
- Plakat 5. konferencije, 2017.
- Plakat 4. konferencije, 2016.
- Plakat 3. konferencije, 2015.

## Vanjske poveznice
- Facebook